# From Yesterday
From Yesterday é uma canção do grupo de rock estadunidense 30 Seconds to Mars, e o terceiro single extraído de seu segundo álbum A Beautiful Lie.

## Vídeo
"From Yesterday" foi filmado com 1000 soldados chineses (eles são vistos segurando bandeiras no início do vídeo). O filme começa com um garoto, presumivelmente, o imperador Pu Yi, sendo perguntado sobre o que ele deseja para seu aniversário. Ele simplesmente diz "The Sound of Tomorrow". A ação então corta para um quarto branco liso com os membros da banda, vestidos com roupas brancas semelhantes às usadas na esgrima, cada um fazendo sua própria coisa em preparação para um show. Uma mulher entra e diz-lhes que está na hora. Ela os leva para o corredor e desaparece. Eles caminham até o fim do corredor, onde eles tentam abrir a porta. Eles são incapazes de abri-la. As luzes começam a piscar e sair, deixando a banda confusa.
Em seguida, abre-se para uma outra cena onde a banda está caminhando através de portões de gigante para a fila de soldados chineses. Como estão todos andando, apenas Jared vê uma mulher usando uma máscara branca andando sobre o exterior da linha, despercebido pelos outros.
A banda é então levada para a sala onde o Imperador está situada, e são dadas pergaminhos. Jared diz então a seu irmão, Shannon Leto (baterista da banda): "Isto é um presente?"
Cada membro da banda é então levado a uma parte diferente do local, encontrando diversas tradições chinesas. Matt Wachter encontrar o mordomo se chicoteando; Tomo Milicevic encontra uma mulher morta deitada em sua cama, e procede de alguém para colocar uma pequena bola preta (uma bola de mercúrio, que é um costume chinês) em sua boca; Shannon vê um homem adulto, sendo amamentado pela mãe ou esposa, e Jared acidentalmente anda em um grupo de homens sacrificando três mulheres jovens.
A banda é mostrada colocando a armadura tradicional chinêsa antes do encontro em um beco de uma batalha contra outros quatro, vestido de armadura idêntica. Esta cena é misturada com cenas da banda andando pelo palácio, encontrando muitas peculiaridades, como a tradição de deixar o morto na cama para prolongar os períodos e decapitação de criminosos. No final, 30 Seconds to Mars são mostrados realizando um show, no pátio, com fogos de artifício no fundo.
No final do vídeo, os integrantes da banda acabam brigando entre si e quatro guerreiros. Eles usam máscaras e, portanto, não pode ver quem é quem. Os guerreiros são mortos, e os 30 Seconds to Mars encerram em um impasse. Eles lentamente retiram suas máscaras, revelando um ao outro que eles estão todos vivos. O vídeo, em seguida, as amostras "A Beautiful Lie", lançado como o próximo single da banda.
Por um breve período de tempo durante o chicoteamento cena do mordomo, uma imagem de algum tipo de coelho falso aparece (ela parece ser uma pessoa em um terno de coelho ou um fantoche de coelho). Não parece que esta imagem tem algo a ver com a história.

## Faixas
- Versão Standard

1. "From Yesterday" (radio edit) - 3:52
2. "The Story" - 3:59 (Live @ AOL Sessions Undercover)

- E.U. (CD)

1. "From Yesterday" - 4:07
2. "The Story" - 3:59 (Live @ AOL Sessions Undercover)

- UK (CD)

1. "From Yesterday" (radio edit) - 3:52
2. "Stronger" - 6:01 (Radio 1's Live Lounge 2)
3. "From Yesterday" - vídeo 13:40 diretor faixa de corte (Enhanced CD)

- Reino Unido (7 "vinyl 1)

Este vinil de edição limitada é clara, e vem em uma caixa desdobrável
1. "From Yesterday" - 4:14 (Chris Lord-Alge Mix)
2. "The Kill" - 3:47 (Radio 1 Live)

- Reino Unido (7 "vinyl 2)

Esta edição também é limitada, mas é vermelha e tem as assinaturas dos membros da banda gravadas na parte traseira
1. "From Yesterday" - 4:07

- E.U. (7 "vinyl 1)

1. "From Yesterday" - 4:07
2. "The Kill" - 3:51

## Posições
| Tabelas musicais (2007)                        | Melhor posição |
| ---------------------------------------------- | -------------- |
| Austrália (ARIA)                               | 33             |
| Áustria (Ö3 Austria Top 75)                    | 53             |
| República Checa (Rádio Top 100)                | 27             |
| Finlândia (Latauslista Download)               | 16             |
| Alemanha (Offizielle Deutsche Charts)          | 72             |
| Itália (FIMI)                                  | 45             |
| Países Baixos (Single Top 100)                 | 56             |
| Nova Zelândia (Recorded Music NZ)              | 13             |
| Portugal (AFP)                                 | 17             |
| Reino Unido (UK Singles Chart)                 | 37             |
| Estados Unidos (Billboard Hot 100)             | 76             |
| Estados Unidos (Billboard Alternative Airplay) | 1              |
| Estados Unidos (Billboard Mainstream Rock)     | 11             |

## Formação
- Jared Leto - vocal, guitarra
- Tomo Milicevic - guitarra, programação
- Shannon Leto - bateria
- Matt Wachter - baixo, teclado, sintetizadores
- Oliver Goldstein - sintetizadores adicionais